# Società Sportiva Lazio
La Società Sportiva Lazio, meglio nota come Lazio, è una società calcistica italiana della città di Roma, sezione calcistica della Polisportiva S.S. Lazio. 
La sezione calcistica, pur iniziando l'attività a livello ufficioso nel 1901 e affiliandosi all'allora FIF almeno dal 1908, venne istituita ufficialmente nel 1910 all'interno dell'allora Società Podistica Lazio, fondata il 9 gennaio 1900 da un gruppo di atleti guidati da Luigi Bigiarelli. Dopo aver esordito in divisa bianca, talvolta con scritta sociale azzurra sul petto, ai primi del Novecento adottò l'odierna tenuta di gioco biancoceleste, o la sua variante biancazzurra, mutuando i propri colori sociali dalla bandiera della Grecia, patria delle Olimpiadi. La Lazio è presente dal 1998 alla Borsa di Milano nell'indice FTSE Italia Small Cap: è stata la prima società calcistica italiana a quotarsi in Borsa dove sono state successivamente ammesse anche la sua concittadina Roma e la Juventus.
Ha preso parte a 82 edizioni delle 93 disputate nella Serie A a girone unico, disputando prima dell'avvento dello stesso (1929-30) tre finalissime nazionali. Vanta nel proprio palmarès 2 titoli di campione d'Italia (1974 e 2000), 7 Coppe Italia, 5 Supercoppe italiane e, in ambito internazionale, la Coppa delle Coppe 1998-99 e la Supercoppa UEFA 1999. La Lazio è il quinto club italiano e il ventottesimo europeo per numero di competizioni UEFA vinte.
La Lazio è anche uno dei membri dell'European Club Association (ECA), organizzazione internazionale che ha sostituito il soppresso G-14 e rappresenta i club calcistici a livello europeo, riuniti in consorzio al fine di ottenere una tutela comune dei diritti sportivi, legali e televisivi di fronte alla FIFA.
La Polisportiva S.S. Lazio è con le sue oltre 80 discipline la più grande, nonché la più antica, d'Europa. Alla stessa venne insignita il 2 giugno 1921 la benemerenza di ente morale.

## Storia

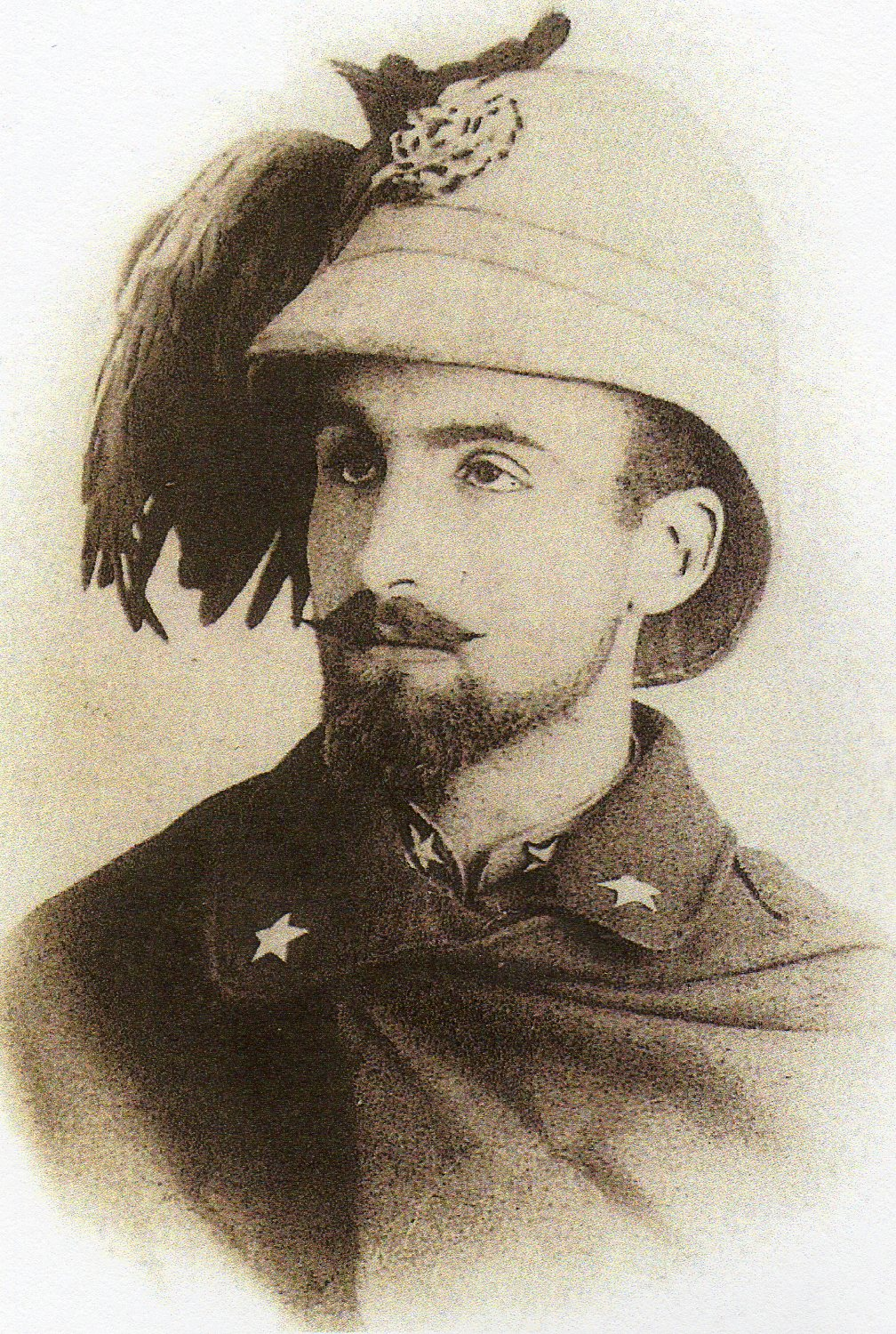
Luigi Bigiarelli, principale fondatore della Società Podistica Lazio.

La Società Podistica Lazio (dal 19 giugno 1926 rinominata Società Sportiva Lazio), fu fondata il 9 gennaio 1900 in piazza della Libertà, in quello che si sarebbe poi trasformato nel rione Prati, da un gruppo di giovani atleti, con a capo il giovane sottufficiale dei Bersaglieri, oltre che atleta podista, Luigi Bigiarelli.
La sezione calcistica venne istituita ufficialmente il 3 ottobre 1910, pur se la Polisportiva aveva ufficiosamente avviato l'attività già dal 6 gennaio 1901, affiliandosi alla FIF almeno dal 1908; partecipò ai primi tornei federali dal 1910 (anno in cui si svolsero le prime edizioni laziali della Terza Categoria), e a partire dal 1912 cominciò a disputare la Prima Categoria, ovvero la massima serie nazionale. Il club romano, capitanato dal suo centrattacco Sante Ancherani, visse stagioni importanti nella prima parte degli anni dieci conquistando consecutivamente due Campionati dell'Italia Meridionale, raggiungendo la finalissima del torneo nazionale in tre occasioni, senza però mai vincerlo, perdendo rispettivamente contro Pro Vercelli (1913) Casale (1914) e Genoa (1923).
Nel 1927 la Lazio, adducendo ragioni sia economiche sia sportive, fu l'unica società capitolina a non accodarsi alla volontà del regime fascista di riunire tutte le squadre cittadine in un unico club, quello che sarebbe poi diventato l'Associazione Sportiva Roma.
I biancocelesti, seguiti tra gli anni venti e trenta dal vicepresidente Giorgio Vaccaro, futuro e plurivittorioso presidente federale, parteciparono nel 1929 al primo campionato di Serie A. Trascinati poi da Silvio Piola, storico centrattacco della nazionale nonché il più prolifico attaccante italiano di tutti i tempi, i capilotini chiusero al secondo posto la stagione 1936-1937, andando a sfiorare quello che sarebbe stato il loro primo Scudetto, e centrando il miglior piazzamento in campionato antecedente alla seconda guerra mondiale; sempre nel 1937 la formazione romana, trascinata ancora una volta dalle reti di Piola, raggiunse la finale della Coppa dell'Europa Centrale in cui venne sconfitta nel doppio confronto dalla compagine ungherese del Ferencváros.

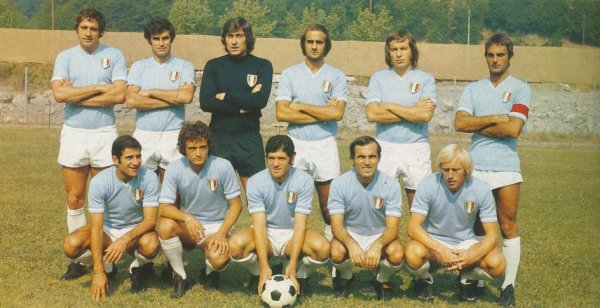
La Lazio del 1974, vincitrice del suo primo campionato italiano

Nel 1958 la Lazio, guidata dall'ex calciatore biancoceleste Fulvio Bernardini, vince il suo primo trofeo ufficiale, conquistando la Coppa Italia. Seguono due retrocessioni in Serie B tra gli anni sessanta e gli anni settanta (1961 e 1971), prima del ritorno in massima serie.
La "spina dorsale" di questa squadra, allestita dal presidente italoamericano Umberto Lenzini, era formata dal portiere Felice Pulici, dai difensori Luigi Martini, Giancarlo Oddi, Sergio Petrelli e Giuseppe Wilson, il capitano, dai centrocampisti Mario Frustalupi, Franco Nanni e Luciano Re Cecconi, oltre che da Vincenzo D'Amico, Renzo Garlaschelli e Giorgio Chinaglia, bomber ed emblema di quell'undici guidato dall'indimenticato tecnico Tommaso Maestrelli. Questa Lazio, che al suo ritorno in massima serie si ritrova subito in lotta per lo Scudetto, perso solamente all'ultima giornata, conquistò l'anno successivo il suo primo titolo in Serie A, nel campionato 1973-1974.
Subito dopo l'impresa compiuta dalla "banda Maestrelli" con la vittoria del Tricolore, la Lazio dovette affrontare alcuni drammatici avvenimenti che segneranno in maniera profonda le stagioni a venire: l'omicidio di Re Cecconi, la scomparsa dopo lunga malattia di Maestrelli, oltre all'improvviso trasferimento di Chinaglia negli Stati Uniti, fecero sì che il valore della compagine romana scendesse precipitosamente di livello. Negli anni ottanta il club capitolino è coinvolto in due scandali per scommesse illecite, noti come Totonero e Totonero-bis. In questo decennio la Lazio retrocede due volte in B (1980 e 1985) e scampa alla retrocessione in C nel 1987, salvandosi solo agli spareggi salvezza.

Una formazione dei biancocelesti che al termine del campionato 1986-87 furono soprannominati come gli Eroi del -9.

L'insediamento del finanziere romano Sergio Cragnotti, avvenuto nel 1992, cambia radicalmente la storia del club laziale e lo rilancia in campionato e nelle competizioni europee grazie ai suoi importanti investimenti che portarono i biancocelesti a primeggiare in Italia e in Europa. Cragnotti batté ripetutamente tutti i record riguardo alle valutazioni del calciomercato, acquistando calciatori come Juan Sebastián Verón e Christian Vieri, con i quali superò di molto le cifre degli allora trasferimenti più costosi del mondo, e successivamente del centravanti argentino Hernán Crespo, acquisito quasi al prezzo doppio del centrocampista Verón.

La Lazio del 2000, campione d'Italia per la seconda volta nella storia.

Tra la fine degli anni novanta e l'inizio degli anni duemila, sotto la guida dello svedese Sven-Göran Eriksson, il club capitolino conquista due Coppe Italia (1998 e 2000), due Supercoppe italiane (1998 e 2000), la Coppa delle Coppe (ultima edizione) e la Supercoppa UEFA del 1999, oltre allo Scudetto del 2000. La Coppa delle Coppe 1999 è il primo titolo europeo per la Lazio, che nel 1998 aveva perso la finale di Coppa UEFA contro l'Inter.
Nei primi anni duemila, in seguito ad alcuni problemi finanziari del presidente Cragnotti e della sua società, la Cirio, il club rischia la bancarotta. Nel luglio 2004 l'imprenditore romano Claudio Lotito acquista il club biancoceleste secondo un accordo con i vertici della controllante Capitalia, riuscendo poi nel marzo 2005 a salvare la società dal fallimento grazie a una transazione con l'Agenzia delle entrate per la rateizzazione in ventitré anni dei debiti accumulati con il fisco. Nel 2006 la Lazio è coinvolta nello scandalo Calciopoli, riuscendo comunque a mantenere la categoria.
Sotto la presidenza Lotito, i biancocelesti hanno ottenuto al 2024 tre qualificazioni alla fase a gironi di UEFA Champions League e diverse partecipazioni alla Coppa UEFA/Europa League, oltre alla vittoria di sei trofei. Nel 2009 la Lazio si è aggiudicata, infatti, la Coppa Italia e, qualche mese dopo, la Supercoppa italiana. Nel 2013 fu vinta per la sesta volta la Coppa Italia, dopo il successo per 1-0 nella finale-derby contro la Roma. Nel 2017 la squadra biancoceleste mise in bacheca la Supercoppa italiana, e nel 2019 la settima Coppa Italia e la quinta Supercoppa italiana.

## Colori e simboli

### Colori

Sante Ancherani indossa il primo completo della Lazio che si compone di maglia bianca, pantaloncini e calzettoni neri.

Bruno Giordano in azione nella stagione 1982-83 nel completo biancoceleste che sfoggia il logotipo dell'aquila disegnato da Cesare Benincasa, usato dalla società biancoceleste dal 1982 al 1987 e poi più volte recuperato nei decenni seguenti.

I colori sociali della S.S. Lazio sono il bianco e il celeste (o la sua variante azzurro), scelti in origine da Sante Ancherani, uno dei pionieri del club romano, per la loro delicatezza e signorilità e in seguito adottati stabilmente dal presidente Fortunato Ballerini in onore della Grecia, patria delle Olimpiadi; Ballerini, infatti, era stato uno dei promotori dell'assegnazione alla città di Roma dei Giochi della IV Olimpiade del 1908 (poi disputati a Parigi).
Per i colori della loro maglia (la prima versione bianca con la scritta "Lazio" a caratteri azzurri sul petto, e successivamente a quarti bianchi e celesti), i giocatori della Lazio sono soprannominati Biancocelesti o anche Biancazzurri.

### Simboli ufficiali

#### Stemma
Il simbolo della S.S. Lazio è l'aquila, scelta in quanto emblema di potenza, vittoria e prosperità, oltre che uno dei simboli delle legioni romane. Inoltre, secondo la simbologia antica, l'aquila rappresenta la figura di Zeus, principale divinità del pantheon ellenico.
Nel corso degli anni lo stemma della Lazio ha subito varie modifiche. A venire apposto per la prima volta sulle maglie fu uno scudo svizzero con tre bande obblique, due azzurre e una bianca, indossato anche dal Pericle Pagliani, il più grande podista italiano d'inizio Novecento; mentre il primo logo societario, ideato nel 1906, raffigurava uno scudo a strisce verticali bianche e azzurre sul quale era posata un'aquila che artigliava un nastro azzurro, su cui campeggiava il nome della società. Nel 1992, con l'inizio della presidenza di Sergio Cragnotti, lo stemma sociale assume costantemente la connotazione cromatica biancoceleste.
Qualche stagione più tardi comparirà sul simbolo laziale la dicitura "Roma", per poi essere modificato durante il Ventennio per volontà del regime mussoliniano. Alla fine della dittatura lo stemma del club fu ridisegnato secondo lo stile originario.
Nel 1979, con l'arrivo delle moderne strategie di merchandising nel calcio italiano, anche la Lazio, per mano del noto grafico Piero Gratton, creò un proprio logo, registrato presso l'Ufficio italiano brevetti e marchi, ovvero una piccola aquila azzurra stilizzata, che comparve sulle maglie prodotte dal maglificio Pouchain.
Il simbolo adottato a partire dal 1982 fino al 1987, realizzato da Cesare Benincasa e voluto dall'allora presidente laziale Gian Chiarion Casoni, fu caratterizzato esclusivamente dalla figura dell'aquila stilizzata, rivista in una foggia più lineare.
Lo stemma societario in uso, scaturito da un restyling del 1993, riprende lo stile di quelli originari: in esso domina l'aquila d'oro posata su uno scudo palato biancoceleste, recante il nome del club inscritto in una fascia superiore. Tale emblema è stato declinato in una versione speciale per il centenario della società, dal 9 gennaio 2000 al 9 gennaio 2001: all'interno dello scudo a bande bianche e celesti sovrastato dall'aquila era presente il numero 100 a caratteri aurei.

1906-1912
1914
1921
1927
1940
1941
1958
1974
L'aquila di Gratton (1979-1982)
L'aquila di Benincasa (1982-1987)
1987
Centenario

#### Inno
L'inno ufficiale della Lazio è Vola Lazio vola, interpretato da Toni Malco e scritto insieme a Claudio Natili e Silvio Subelli. Le sue note, solitamente, vengono lanciate durante il volo dell'aquila Olympia e al termine della partita, precedute, in caso di vittoria della Lazio, dal brano I giardini di marzo di Lucio Battisti.
All'ingresso in campo, dall'inizio dell'era Lotito, il brano scelto è, invece, Inno alla Lazio (ribattezzato dalla tifoseria So' già du' ore) scritto e interpretato da Aldo Donati, primo inno realizzato per la Lazio nel 1977, richiesto al cantautore romano dall'attrice e tifosa biancoceleste Elena Fabrizi, nota come la Sora Lella.

#### Mascotte
Alla fine degli anni novanta la Lazio creò la sua prima mascotte ufficiale, Skeggia, un aquilotto con la divisa biancoceleste e un pallone da calcio, divenuto poi anche il simbolo della scuola calcio del club capitolino.
Dal 2010 la società romana ha adottato un'aquila che, dopo un sondaggio online tra i tifosi, ha battezzato col nome di Olympia, e che richiama il ricordo della sua fondazione ispirata dagli ideali olimpici. Prima di ogni gara casalinga, la mascotte viene fatta volare per qualche minuto all'interno dello stadio sotto il controllo dei propri falconieri. Il rapace, che vive all'interno del Centro sportivo di Formello, accompagna la squadra anche nel periodo del ritiro estivo.

#### Patrono
La squadra biancoceleste è la prima a poter vantare un’icona santificale, ovvero Sant’Aquila, la cui celebrazione avviene il giorno 8 luglio. L'iniziativa è stata avanzata dall'avvocato Gian Luca Mignogna con un articolo pubblicato il 27 giugno 2018 nel quale veniva presentato un lavoro di ricerca storica proprio su Sant'Aquila. L'idea è stata poi accolta ufficialmente dal club attraverso un comunicato il 7 luglio successivo.

## Strutture

### Stadio

Lo Stadio della Rondinella fu la "casa" biancoceleste dal 1914 al 1931.

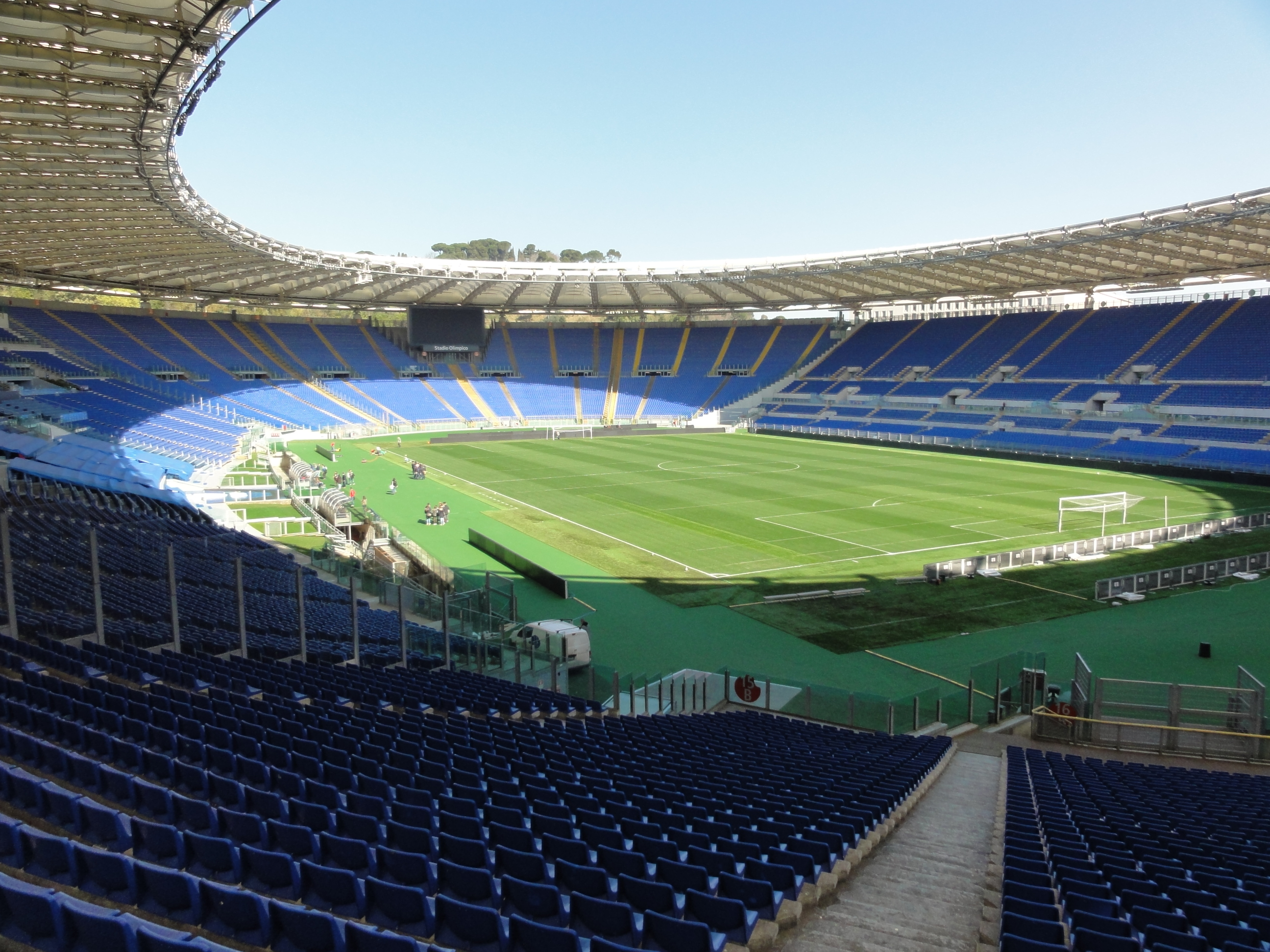
Lo Stadio Olimpico di Roma ospita le partite interne della Lazio dal 1953.

Il primo impianto sportivo utilizzato dalla Lazio fu il campo di Piazza d'Armi, prima di trasferirsi nel 1905 a Villa Borghese (Parco dei Daini, Piazza di Siena). Lì giocò fino al 1913, quando un tiro dell'attaccante Fernando Saraceni I centrò in pieno la vettura di una nobildonna: come punizione suo marito, il prefetto Angelo Annaratone, "sfrattò" i biancocelesti.
In cerca di un nuovo stadio, i calciatori laziali si trasferirono prima al campo della Farnesina e successivamente, dal 1914, allo Stadio della Rondinella (che sorgeva nell'area fra gli attuali Stadio Flaminio e Palazzetto dello Sport), dove giocarono fino al 1931, anche se la squadra romana sostenne gli allenamenti presso La Rondinella fino al 1957.
A quel punto la Lazio, così come la Roma, si divisero lo Stadio Nazionale, che a quei tempi aveva una capienza di circa 30.000 spettatori.
Nel 1953 entrambe le compagini capitoline si trasferirono allo Stadio Olimpico, dove tuttora disputano i loro match casalinghi. L'Olimpico, situato nel Foro Italico, è il più grande stadio della Capitale. Oltre alle partite della Lazio, ospita quelle dei rivali romanisti, occasionalmente quelle della Nazionale di calcio italiana ed è la sede delle finali della Coppa Italia. Fu aperto per la prima volta nel 1937 e dopo la sua ultima ristrutturazione nel 2008, lo stadio ha una capacità di 70.634 posti a sedere. Ha ospitato le Olimpiadi del 1960, l'Europeo di calcio del 1980, il Mondiale di calcio 1990 e due finali di Champions League, nel 1996 e nel 2009. In vista dei Mondiali del 1990 che avrebbero visto l'Olimpico come uno degli stadi ospitanti, l'impianto subì opere di ristrutturazione, e per tale motivo nella stagione 1989-1990 entrambe le squadre romane giocarono le rispettive gare casalinghe allo Stadio Flaminio, utilizzato dalla Lazio per le sue gare interne già durante le annate 1961-1962 e 1967-1968, oltre che per una gara di Coppa Italia nella stagione 2006-2007 e in occasione di alcune amichevoli internazionali fino al 2007.

### Centro di allenamento
Il Centro sportivo di Formello è situato nell'omonimo comune nell'area metropolitana di Roma.
Fu costruito nella seconda metà degli anni novanta per volontà dell'allora presidente della Lazio Sergio Cragnotti e fu inaugurato il 7 aprile del 1997.

Vincenzo D'Amico e il tecnico Tommaso Maestrelli negli anni '70 al Centro sportivo di Tor di Quinto, centro di allenamento biancoceleste per quasi quarant'anni.

La squadra biancoceleste, che dalle sue origini svolgeva gli allenamenti sui campi di Piazza d'Armi, successivamente di Villa Borghese (Parco dei Daini, Piazza di Siena) e poi della Farnesina, si trasferì nel 1914 presso il suo primo, vero impianto sportivo, ovvero lo Stadio della Rondinella, e successivamente, dal 1957 e per quasi quarant'anni, utilizzò gli impianti del Centro sportivo di Tor di Quinto (ribattezzato il 30 aprile 1977 come Centro sportivo "Tommaso Maestrelli", in memoria del compianto allenatore deceduto pochi mesi prima); usufruisce del Centro sportivo di Formello già dalla stagione sportiva 1995-1996, come centro di allenamento quotidiano per i calciatori laziali.
Dal 1998 è situata presso gli uffici del centro sportivo la sede ufficiale del club capitolino, anche se in un breve periodo (dal 2001 al 2004), la sede fu spostata nel centro di Roma prima in via Augusto Valenziani 10 e poi in via Borgognona 47, per essere di nuovo trasferita in maniera definitiva nell'attuale S.S. Lazio Training Center.

## Società

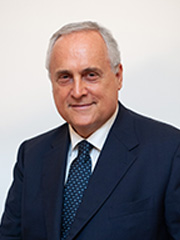
Il patron Claudio Lotito.

Il 9 gennaio 1900 venne fondata l'associazione polisportiva con il nome "Società Podistica Lazio" nella quale un anno dopo, il 6 gennaio 1901, ebbero inizio le attività calcistiche che dal 3 ottobre 1910 confluirono nell'istituzione ufficiale della sezione dedicata al football; il 2 giugno 1921 la polisportiva venne eretta a Ente Morale e il 19 giugno 1926 assunse la denominazione sociale di "Società Sportiva Lazio"; dal 27 aprile 1967 l'associazione divenne una società per azioni, mantenendo la stessa ragione sociale.
La società, avente sede legale in via di Santa Cornelia 1000 a Formello (Roma) e iscritta alla Camera di Commercio di Roma, risulta avere, al 2024, 164 dipendenti e un capitale sociale di 40 643 346,60 euro suddiviso in 67 738 911 azioni ordinarie del valore nominale di 0,60 euro ciascuna.
Dal 19 giugno 2004 il club è controllato dall'imprenditore italiano Claudio Lotito. Questo controllo di Lotito sulla Lazio è esercitato tramite la società italiana Lazio Events s.r.l., proprietaria del club biancoceleste con il 67,04% del capitale e, a sua volta, detenuta da tre società italiane (Linda S.r.l. al 40,00%, S.n.a.m. Lazio Sud S.r.l. al 40,00% e Bona Dea S.r.l. al 20,00%) appartenenti per intero a Claudio Lotito. Il rimanente capitale azionario del 32,96% è detenuto da azionisti diffusi aventi tutti una quota di azioni inferiore al 2% e tra i quali vi è, ad esempio, la Mediolanum Gestione Fondi SGRpA con l'1,58% o la svizzera Banca del Sempione SA con lo 0,60%.
La Lazio, presente dal 6 maggio 1998 alla Borsa di Milano nell'indice FTSE Italia Small Cap (codice ISIN: IT0003621783 - codice alfanumerico: SSL), è stata la prima società calcistica italiana a quotarsi in Borsa, dove sono state successivamente ammesse anche la sua concittadina Roma e la Juventus.
La società biancoceleste è inoltre la capogruppo del "Gruppo S.S. Lazio S.p.A.", del quale fanno parte anche le seguenti controllate: S.S. Lazio Marketing & Communication S.p.A. (al 100%) che si occupa delle attività pubblicitarie, di merchandising, del marchio e delle attività immobiliari; S.S. Lazio Women 2015 a R.L. (al 100%) che si occupa delle attività tecnico-sportive e di gestione dei diritti di broadcasting relative alla squadra di calcio femminile.
Nella Deloitte Football Money League, rapporto stilato fin dal 1997 dalla società di revisione e consulenza aziendale statunitense Deloitte Touche Tohmatsu, che prende in esame annualmente i trenta club europei di calcio con il maggior fatturato per ricavi operativi, la Lazio è stata rilevata in undici occasioni, con il migliore piazzamento nella classifica del 2001 (sesto posto) e con il fatturato per ricavi più alto delle undici rilevazioni nella classifica del 2022 (163,5 milioni di euro, al trentesimo posto). Il brand Lazio, secondo il prospetto stilato annualmente dal 2010 dalla società di consulenza globale per la valutazione dei marchi, l'inglese Brand Finance, nel 2023 è al sesto posto in Italia e al quarantacinquesimo nel mondo, con un valore di 112 milioni di euro e un Rating A+.
Il club è membro ordinario dell'European Club Association (ECA), organismo privato che rappresenta le società calcistiche a livello europeo e riconosciuto dall'UEFA.

### Organigramma societario
Il governo societario della Società Sportiva Lazio S.p.A., al 2023, prevede un sistema di amministrazione dualistico con una ripartizione di competenze tra l'assemblea degli azionisti, il consiglio di gestione e il consiglio di sorveglianza, adottato il 30 ottobre 2004. Il club è l'unica società di calcio italiana di vertice ad assumere questa forma di gestione societaria, anziché i sistemi tradizionale o monistico. Il consiglio di gestione è composto da due membri, nominati dall'assemblea degli azionisti e indicati dalla società controllante Lazio Events s.r.l.; Claudio Lotito, a cui è riferibile la proprietà, ricopre la carica di presidente del consiglio di gestione, assunta nel 2004 con l'allora acquisto del club. Il consiglio di sorveglianza è composto invece da cinque membri sempre indicati da Lazio Events, dei quali Alberto Incollingo assume il ruolo di presidente. La società di revisione, scelta anch'essa dagli azionisti quale organo esterno di riesame dei conti, è l'azienda Deloitte & Touche S.p.A..
Dal sito internet ufficiale della società.
Consiglio di gestione
- Claudio Lotito - Presidente
- Marco Moschini - Consigliere

Consiglio di sorveglianza
- Alberto Incollingo - Presidente
- Fabio Bassan - Vicepresidente
- Vincenzo Sanguigni - Consigliere
- Monica Squintu - Consigliere
- Silvia Venturini - Consigliere

Struttura organizzativa
- Claudio Lotito - Presidente
- Angelo Mariano Fabiani - Direttore sportivo
- Armando Antonio Calveri - Segretario generale
- Marco Cavaliere - Direzione amm.va e controllo di gestione / Investor relator
- Francesca Miele - Direzione legale e contenziosi
- Giovanni Russo - Direzione organizzativa Centro Sportivo di Formello, uffici, country club, stadio
- Emanuele Floridi - Responsabile della strategia e dell'organizzazione della comunicazione
- Alberto Bianchi - Dirigente accompagnatore
- Sergio Pinata - R.S.P.P.
- Angelo Cragnotti - Responsabile biglietteria
- Enrico Lotito - Direttore generale settore giovanile
- Fabrizio Fratini - Direzione settore giovanile
- Giuseppe Lupo - Segretario settore giovanile

### Sponsor
Di seguito l'elenco degli sponsor tecnici della S.S. Lazio.
- 1901-1945: nessuno sponsor
- 1945-1961: Gradella Sport[79]
- 1961-1962: Lacoste[80]
- 1962-1963: Gradella Sport[81]
- 1963-1964: Lacoste[82]
- 1964-1969: Gradella Sport[81]
- 1969-1971: TuttoSport / Umbro[83]
- 1971-1978: TuttoSport / Ennerre[83]
- 1978-1979: Ennerre[84]
- 1979-1980: Ennerre / Pouchain[85]
- 1980-1981: adidas / Ennerre[86]
- 1981-1982: adidas[87]
- 1982-1986: Ennerre[83]
- 1986-1987: TuttoSport[88]
- 1987-1989: Kappa[83]
- 1989-1998: Umbro[83]
- 1998-2012: Puma[83]
- 2012-2022: Macron[83]
- 2022-2027: Mizuno[89]

### Sedi sociali e campi di gioco
Di seguito l'elenco delle sedi sociali e dei campi di gioco utilizzati dalla S.S. Lazio nel corso della sua storia.
| Cronologia delle sedi sociali - 1900-1904: Via Valadier, 21 - 1904-1906: Via Pompeo Magno, 94 - 1906-1909: Villa Umberto I - 1909-1910: Via Sistina, 123 - 1910-1913: Villa Umberto I - 1913-1914: Via delle Coppelle, 16 - 1914-1924: Via Vittorio Veneto, 7 - 1924-1925: Via Santo Stefano del Cacco, 16 - 1925: Vicolo dei Due Macelli, 35 - 1925-1929: Via Tacito, 43 - 1929-1934: Vicolo d'Ascanio, 11 - 1934-1957: Via Frattina, 89 - 1957-1963: Viale Rossini, 21 - 1963-1966: Via Nizza, 45 - 1966-1987: Via Col di Lana, 8 - 1987-1992: Via Margutta, 54 - 1992-1995: Corso d'Italia, 19 - 1995-1998: Via Umberto Novaro, 32 - 1998-2001: Via di Santa Cornelia, 1000 (nel comune di Formello, presso l'omonimo centro sportivo) - 2001-2003: Via Augusto Valenziani, 10 - 2003-2004: Via Borgognona, 47 - 2004-oggi: Via di Santa Cornelia, 1000 (nel comune di Formello, presso l'omonimo centro sportivo) | Cronologia dei campi di gioco - 1901-1905: Piazza d'Armi - 1905-1913: Villa Borghese (Parco dei Daini, Piazza di Siena) - 1913-1914: Campo della Farnesina - 1914-1931: Stadio della Rondinella - 1931-1953: Stadio Nazionale - 1953-1961: Stadio Olimpico di Roma - 1961-1962: Stadio Flaminio - 1962-1967: Stadio Olimpico di Roma - 1967-1968: Stadio Flaminio - 1968-1989: Stadio Olimpico di Roma - 1989-1990: Stadio Flaminio - 1990-oggi: Stadio Olimpico di Roma |

### Impegno nel sociale
La Lazio è una società attiva nel campo sociale e degli aiuti umanitari, tramite anche numerose sezioni della polisportiva, la quale ogni anno organizza eventi speciali per sostenere diverse associazioni, tra cui la So.Spe di Suor Paola D'Auria, esibendone anche il logo sulle maglie nella stagione 2007-2008, e quella intitolata alla memoria del giovane tifoso laziale Gabriele Sandri, il cui logo è apparso sulle maglie del club durante la partita di campionato Lazio-Parma del 6 novembre 2011.
Nell'annata 2008-2009 la Lazio, sempre attraverso una campagna di sponsorizzazione, ha promosso insieme all'industria alimentare Algida una raccolta fondi per le popolazioni vittime del terremoto che nel 2009 ha sconvolto l'Abruzzo.
La S.S. Lazio Calcio, dopo aver adottato nel 2010 l'aquila Olympia, ha deciso di intraprendere al fianco dell'A.R.F., un'associazione per la tutela e soccorso degli animali operante nel Lazio, una campagna di sensibilizzazione anti-bracconaggio e la raccolta di donazioni in favore del progetto di protezione e cura dei rapaci.
La società biancoceleste, attraverso slogan e messaggi presenti sulle maglie da gioco dei propri calciatori, si è spesso schierata riguardo tematiche ed eventi sociali come la lotta al razzismo (slogan “No Racism” e “We love football, We fight racism”, rispettivamente nel 2012 e nel 2013), la lotta al terrorismo (scritta “Je suis Charlie” nel 2015), la lotta alle mafie (slogan "Libera" nel 2017), oltre che messaggi di commemorazione per le vittime dei terremoti ("Noi con voi" e "I love Norcia" nel 2016).
Il club laziale, nel settembre 2019, diventa il primo football club plastic free italiano grazie all'accordo di partnership commerciale siglato con Filette Prime Water, abbandonando l’uso della plastica monouso per la difesa della salute e nella lotta contro l’inquinamento. L'impegno della Lazio per la sostenibilità e il rispetto per l’ambiente è ribadito anche nel luglio 2021 quando, insieme allo sponsor tecnico Macron, viene presentata la nuova maglia biancoceleste realizzata con tessuto tecnologico ed ecologico proveniente da plastica riciclata.
A giugno 2020, durante un periodo storico segnato dalla pandemia di COVID-19, la Lazio avvia il progetto "Tu non sarai mai sola", un’iniziativa a sostegno delle tante attività poste in essere dalla Croce Rossa Italiana, relative all’emergenza ‘Fase 2’ COVID-19, per le fasce di popolazioni più vulnerabili. 
Tale iniziativa consiste nell'inviare una foto e con l’acquisto da parte della Lazio di una sagoma, posta su un seggiolino a scelta per tutte le partite delle Aquile che si disputeranno a porte chiuse allo Stadio Olimpico di Roma. Il club laziale devolverà alla CRI una parte del ricavato dalla vendita delle sagome. 
A dicembre dello stesso anno, il club capitolino contribuisce al progetto "Stop the Waste" promosso dal World Food Programme, agenzia delle Nazioni Unite che si occupa di assistenza alimentare, con lo scopo di fronteggiare lo spreco alimentare e lenire le sofferenze di chi è malnutrito.
Nel gennaio 2021 il club romano ufficializza la partnership con la Nazionale dei sacerdoti, unione che vedrà la Lazio portare messaggi di speranza e di aiuti in tutto il mondo attraverso le competizioni disputate dalla Seleçao Sacerdoti, che indosserà i colori biancocelesti quale simbolo di unione tra i comuni valori sportivi e sociali di cui entrambe le realtà si fanno portatrici.
Il 23 febbraio 2021, nell'anno del centenario della costituzione in ente morale della società biancoceleste, nasce la ONLUS Fondazione S.S. Lazio 1900, sulla base di specifica delibera del Consiglio Generale della Polisportiva S.S. Lazio, per promuovere attraverso iniziative sportive e culturali stili di vita centrati sulla salute e il rispetto per l'ambiente, l’inclusione e integrazione sociale contro ogni forma di discriminazione ed emarginazione, oltre al welfare di comunità con diffusione di attività culturali di interesse sociale e con finalità educativa.

### Settore giovanile

Il logo della scuola calcio con al centro Skeggia, la mascotte laziale.

La Primavera biancoceleste della stagione 1975-76, per la prima volta Campione d'Italia.

Il settore giovanile della Lazio vede a capo dell'organigramma Enrico Lotito, figlio del patron biancoceleste Claudio, il quale si occupa di tutto il vivaio delle Aquile in veste di direttore generale. Altra figura apicale è quella di Fabrizio Fratini, chiamato a dirigere le giovanili laziali dopo averne fatto parte già per alcune stagioni in veste di allenatore.
Nel corso dei decenni il vivaio biancoceleste ha da sempre cresciuto numerosi giocatori che hanno contribuito notevolmente all'accrescimento tecnico della prima squadra, dai primi anni di attività del club fino a oggi: negli anni settanta la Lazio è formata da elementi usciti dalle squadre giovanili (da D'Amico a Giordano, fino a Manfredonia, Agostinelli e Tassotti), e negli anni ottanta il vivaio laziale ha formato giocatori come Paolo Di Canio e Valerio Fiori, fino ad arrivare alla metà degli anni novanta, quando dalla formazione Primavera sono arrivati in prima squadra Marco Di Vaio, Flavio Roma ma soprattutto Alessandro Nesta, divenuto uno dei simboli della società romana nonché il capitano biancoceleste più vincente della storia. Negli anni duemila si è imposto in prima squadra Lorenzo De Silvestri, mentre nel decennio seguente si fanno notare Danilo Cataldi e Alessandro Murgia.
La Lazio ha al suo attivo cinque vittorie nel Campionato Primavera (1975-76, 1986-87, 1994-95, 2000-01, 2012-13), tre in Coppa Italia Primavera (1978-79, 2013-14, 2014-15). e una in Supercoppa Primavera (2014). Tuttavia gli Aquilotti non sono mai riusciti nell'impresa di aggiudicarsi il prestigioso Torneo di Viareggio, pur arrivando a disputare la finale in quattro occasioni.

## Diffusione nella cultura di massa

Francobollo delle Poste italiane celebrativo della Lazio laureatasi campione d'Italia nella stagione 1999-00.

La partita di campionato Lazio-Foggia (0-0) del 28 agosto 1993, prima giornata del campionato di Serie A 1993-1994, fu il primo posticipo della massima serie a essere trasmesso in televisione.
Nello spettacolo sono stati molti gli artisti che si sono avvicinati ai colori biancocelesti, e uno dei più accesi sostenitori è stato l'indimenticabile Mario Riva, storico presentatore de Il Musichiere, durante il quale lo stesso Riva vantava in più occasioni il suo essere laziale, creando simpatici siparietti con il pubblico e gli ospiti. Alla fine degli anni cinquanta il popolare show-man fu elevato alla dignità di consigliere onorario della Lazio dall'allora presidente Siliato.

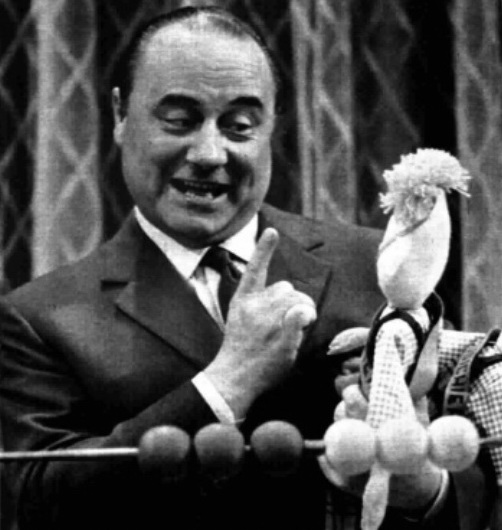
Mario Riva, tifoso biancoceleste e consigliere onorario della Lazio.

In ambito cinematografico si trovano vari riferimenti alla Lazio, come ad esempio in Il tifoso, l'arbitro e il calciatore (1982), Ultrà (1991), Tifosi (1999), L'allenatore nel pallone (1984) e L'allenatore nel pallone 2 (2008), nella quale vi è un cameo del presidente Claudio Lotito nel ruolo di se stesso. Altre citazioni nelle commedie quali Mi faccia causa (1984), Vacanze in America (1984) e Anni 90 - Parte II (1993), Caterina va in città di Paolo Virzì (2003), nella cui soundtrack è presente anche l'inno biancoceleste Vola Lazio vola, Gli ultimi saranno ultimi di Massimiliano Bruno (2015) e in Nove lune e mezza di Michela Andreozzi (2017).
La Lazio compare in varie fiction televisive, come nella sesta stagione della serie di Un medico in famiglia e nella terza de I Cesaroni; nell'undicesimo episodio di quest'ultima fiction, girato in gran parte all'interno del Centro sportivo di Formello.
Importante citazione della squadra romana è presente anche in letteratura, nel libro Mangia, prega, ama - Una donna cerca la felicità (2006), autobiografia della scrittrice statunitense Elizabeth Gilbert, la quale racconta che durante la sua permanenza a Roma viene accompagnata allo stadio dall'amico Luca Spaghetti, commercialista capitolino di fede laziale, ad assistere a due gare delle Aquile, contro Sparta Praga e Bologna e altre partite le ha vissute guardandole in televisione sempre in compagnia del suo amico Luca. Nelle pagine del best seller la Gilbert parla della passione per i colori biancocelesti che le ha trasmesso Spaghetti, anche se per il film Mangia prega ama (2010) la produzione decide che, contrariamente a quanto raccontanto nel romanzo, la scrittrice, interpretata da Julia Roberts, dovesse essere una simpatizzante romanista.
La Lazio è entrata a far parte anche del mondo della musica. Sono state dedicate alla squadra capitolina numerose canzoni come E vola l'aquila e Notti biancazzurre di Toni Malco, La più bella di tutte quante e Quant'è bello esse laziali di Aldo Donati, Caput mundi di Enrico Lenni e Cent'anni insieme, brano composto da vari autori in occasione del centenario della società romana e interpretato tra gli altri da Edoardo Guarnera, Pino Insegno e Mino Reitano, simpatizzante laziale, oltre ai noti "cantori" biancocelesti Donati, Lenni e Malco. 
Anche la cantautrice e attrice Roberta Faccani, pronipote di Augusto Faccani, calciatore della Lazio nei primi anni del Novecento, dedica alla squadra biancoceleste il singolo Lazio generazione, così come ha fatto Fabio Melis con la sua Nati per vincere. Inoltre, il singolo È già domenica della band italiana degli Statuto è stato dedicato alla memoria di Gabriele Sandri, tifoso laziale scomparso tragicamente l'11 novembre 2007.

## Allenatori e presidenti

### Allenatori

Sven-Göran Eriksson, con 7 trofei in 4 stagioni, è il tecnico più vincente nella storia laziale.

Sono 73 gli allenatori ad avere avuto a tutt'oggi la conduzione tecnica della Lazio, tra cui uno ha assunto l'incarico ad interim, due hanno ricoperto il ruolo di direttore tecnico, sei hanno assunto tale incarico oltre esser stati sulla panchina biancoceleste come allenatori e quattro hanno ricoperto il ruolo di allenatore-giocatore.
Fino a tutto il secondo decennio del XX secolo non esisteva un sistema dettagliato di allenamento in preparazione degli incontri di campionato.
In pratica i giocatori – atleti, studenti e lavoratori – avevano l'abitudine di ritrovarsi al campo di Piazza d'Armi prima e allo Stadio della Rondinella poi per gli allenamenti, consistenti in partitelle e corse di velocità e/o resistenza, spesso sotto il coordinamento del capitano della squadra.
Il primo vero allenatore della storia laziale, a parte i pionieri Bruto Seghettini e Sante Ancherani, fu l'italiano Guido Baccani, alla guida della squadra dal 1906, il quale introdusse innovazioni dal punto di vista tattico e di strategie.
Baccani allenò la formazione biancoceleste quasi per un ventennio fino al 1924, quando entrò a far parte della commissione tecnica della Nazionale azzurra.
A vantare il mandato tecnico più lungo è tuttora proprio Guido Baccani, rimasto al timone della squadra per 18 stagioni, compresi gli anni in cui le attività erano sospese a causa della prima guerra mondiale, dal 1906-07 al 1923-24.
Sia il numero di stagioni consecutive che quello totale sono record per i tecnici del club romano.
Simone Inzaghi vanta il primato complessivo di panchine ufficiali (251). Il record di trofei vinti (7) appartiene al tecnico svedese Sven-Göran Eriksson, per quattro stagioni alla guida della squadra biancoceleste, con la quale ha conseguito titoli a livello sia nazionale sia confederale, unico tra tutti i tecnici laziali ad esservi riuscito.

Due personalità che hanno scritto indelebili pagine di Lazio: Umberto Lenzini (a sinistra) e Tommaso Maestrelli (a destra).

Da menzionare anche Tommaso Maestrelli, il principale artefice del primo Scudetto biancoceleste, scomparso nel 1976 poco dopo aver condotto la Lazio alla salvezza; Fulvio Bernardini, tecnico negli anni cinquanta e sessanta che nel 1958 regalò ai laziali la prima vittoria di un trofeo ufficiale, ossia la Coppa Italia; ed Eugenio Fascetti che, nonostante non abbia vinto alcun titolo, rimarrà nel cuore dei tifosi laziali insieme ai componenti della squadra da lui guidata nella stagione 1986-87, i cosiddetti Eroi del -9, i quali ottennero un'insperata salvezza agli spareggi dopo essere partiti con nove punti di penalizzazione nel campionato cadetto.

### Presidenti
Alla guida della Lazio si sono avvicendati 36 presidenti, di cui 4 hanno svolto anche il ruolo di commissario straordinario, 2 anche come reggenti ed altrettanti ad interim. Il primo presidente fu il cavalier Giuseppe Pedercini (1901-1904).
La presidenza più longeva è appannaggio di Claudio Lotito, alla guida del club ininterrottamente dal 19 luglio 2004, quando tramite la sua "Lazio Events S.r.l." acquista il 26,969% del capitale sociale, salvando il sodalizio romano da una situazione che l'avrebbe condotto a un inevitabile fallimento. Sergio Cragnotti, presidente dal 1992 al 1994 e poi dal 1998 al 2003, vanta il palmarès più ampio nella storia della società con 7 trofei complessivi: di questi, rispettivamente 6 durante la sua presidenza effettiva e uno durante l'interregno di Dino Zoff.

Sergio Cragnotti, il presidente più vittorioso nella storia laziale, alla testa del club negli anni del secondo Scudetto e dei successi confederali.

Da ricordare Umberto Lenzini, soprannominato dai tifosi Papà Lenzini, presidente del primo Scudetto biancoceleste nel campionato 1973-74, Leonardo Siliato, in carica quando la Lazio conquistò il suo primo trofeo ufficiale, ovvero la Coppa Italia 1958, e Fortunato Ballerini, alla guida dell'originaria Società Podistica Lazio per 18 anni (1904-1922) e al cui mandato si deve, il 3 ottobre 1910, l'istituzione ufficiale della sezione calcistica biancoceleste.

## Calciatori
A partire dalla fondazione del club a oggi, hanno vestito la maglia della Lazio oltre 800 calciatori, in gran parte italiani; alcuni di questi hanno militato nella Nazionale italiana.
Tra i calciatori italiani di rilievo sono annoverati Sante Ancherani, uno dei pionieri della sezione calcio della polisportiva biancoceleste nonché primo capitano e allenatore laziale, Fulvio Bernardini, primo calciatore della Lazio, romano di nascita e proveniente dal Centro-Sud, a essere convocato in Nazionale, i fratelli Saraceni, Fernando e Luigi, pochi tra i tanti giocatori nella storia del calcio italiano ad aver indossato nel corso della loro carriera la maglia di una sola società, quella biancoceleste in tal caso, Ezio Sclavi, Anfilogino Guarisi, detto Filò, campione del mondo nel 1934, oltre a Silvio Piola, vero e proprio giocatore simbolo degli anni trenta e anni quaranta con la maglia della Lazio e della Nazionale azzurra, con la quale ha vinto un mondiale (1938), Enrique Flamini, divenuto anche allenatore e dirigente sia a livello giovanile che di prima squadra, Aldo Puccinelli e Leandro Remondini.

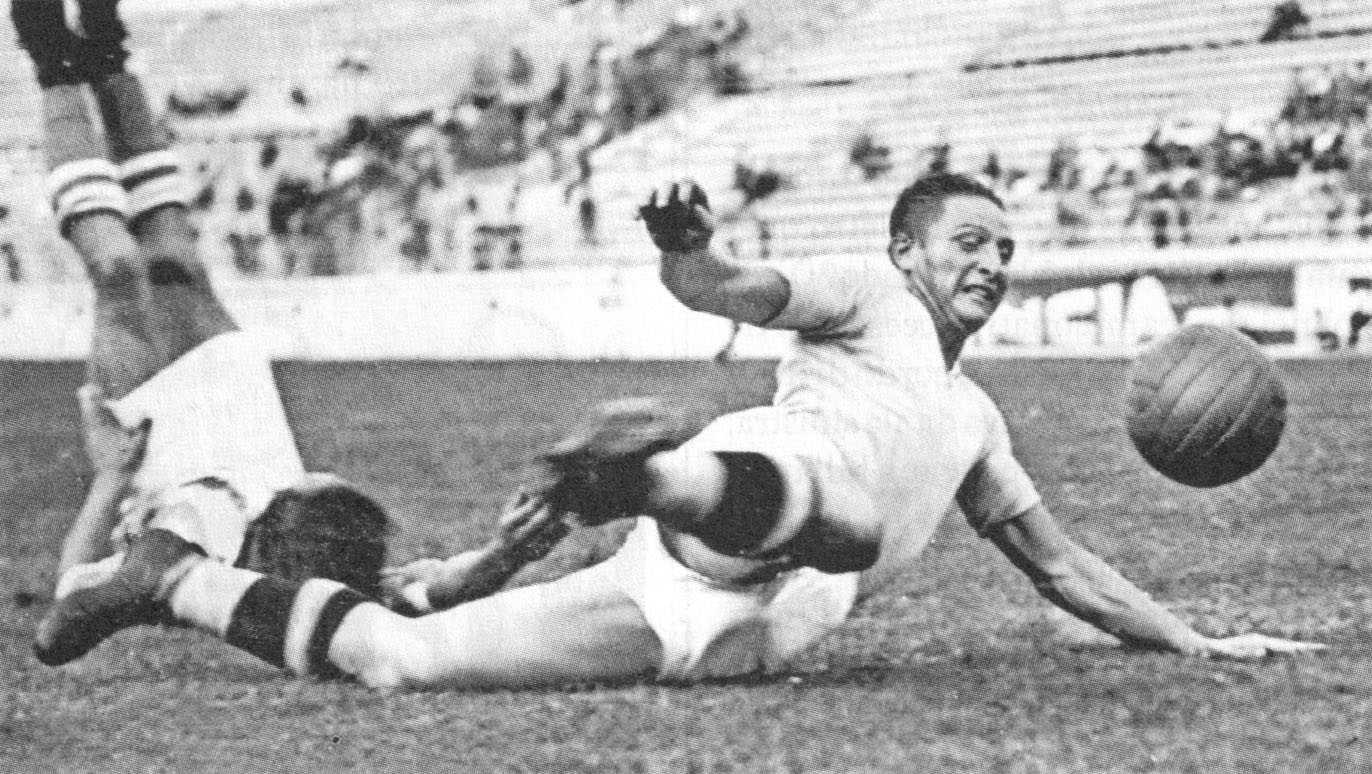
Silvio Piola, miglior realizzatore nella storia dei massimi campionati italiani.

Altro celebre calciatore ad aver scritto la storia del club romano, di cui è diventato una vera e propria bandiera, è stato Roberto Lovati, portiere e capitano della squadra tra gli anni cinquanta e anni sessanta, colui che ha raccolto l'eredità di Lucidio Sentimenti IV, e successivamente tecnico e dirigente, sia delle giovanili che della prima squadra. In quegli anni così difficili per i colori biancocelesti spiccano le doti tecniche di calciatori come Paolo Carosi, Francesco Janich, Nello Governato, Diego Zanetti ed Arrigo Dolso, mentre negli anni settanta, con la chiusura della frontiere, nella Lazio militarono giocatori del calibro di Giorgio Chinaglia, Vincenzo D'Amico, Mario Frustalupi, Renzo Garlaschelli, Luigi Martini, Franco Nanni, Giancarlo Oddi, Sergio Petrelli, Felice Pulici, Luciano Re Cecconi e Giuseppe Wilson, recordman di presenze con la fascia da capitano al braccio, tutti protagonisti della vittoria dello Scudetto del '74.
Negli anni ottanta si distinsero Bruno Giordano, Lionello Manfredonia, Gabriele Podavini, Domenico Caso, Giuliano Fiorini, Angelo Gregucci, Raimondo Marino e Paolo Di Canio.

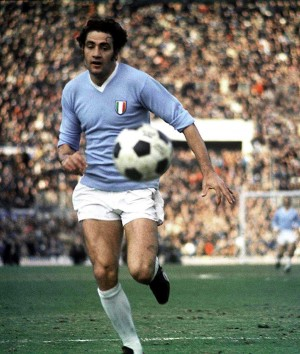
Giorgio Chinaglia, capocannoniere nella stagione del primo Scudetto.

Durante gli anni novanta svariati calciatori hanno registrato presenze nella Nazionale italiana, tra cui Pierluigi Casiraghi, Luca Marchegiani e Giuseppe Signori, tutti e tre protagonisti al mondiale del 1994, Roberto Cravero, Roberto Di Matteo, Giuseppe Favalli, Roberto Mancini, Paolo Negro, Alessandro Nesta e Giuseppe Pancaro, quest'ultimi cinque campioni d'Italia nella stagione 1999-2000, oltre a Christian Vieri, autore del primo dei due gol che regalarono alla Lazio la vittoria della Coppa delle Coppe 1998-99. Negli anni duemila si distinsero anche Simone Inzaghi, con 9 stagioni all'attivo da calciatore e recordman di presenze come allenatore biancoceleste in 6 stagioni, Massimo Oddo e Angelo Peruzzi, entrambi campioni del mondo 2006, oltre a Tommaso Rocchi, bomber laziale per ben 9 stagioni. Agli anni duemiladieci sono legati invece i nomi del centrocampista Marco Parolo e del centravanti Ciro Immobile.
Tra i giocatori non italiani ad aver vestito la maglia della Lazio nel corso dei decenni si segnalano Salvador Gualtieri, Arne Selmosson, vice-campione al mondiale del 1958 con la Nazionale svedese, Humberto Tozzi, Juan Carlos Morrone, Batista, mediano della Seleção che prese parte al mondiale del 1982, Michael Laudrup, fantasista danese vincitore con la sua nazionale della Confederations Cup del 1995, e Rubén Sosa, attaccante uruguaiano che con la Celeste ha vinto due edizioni della Copa América (1987 e 1995).
Negli anni novanta furono molti i calciatori stranieri in maglia laziale: fra i tanti da citare sono i tedeschi Karl-Heinz Riedle, vincitore del mondiale del 1990 giocato in Italia, e Thomas Doll, vice-campione continentale all'europeo del 1992, l'inglese Paul Gascoigne, talentuoso centrocampista noto anche per le sue vicende extra-calcistiche, l'olandese Aron Winter, campione continentale all'europeo del 1988, il croato Alen Bokšić, il ceco Pavel Nedvěd, insignito del Pallone d'oro nel 2003, il portoghese Sérgio Conceição, il cileno Marcelo Salas, gli argentini José Chamot, Matías Almeyda, Diego Simeone e Juan Sebastián Verón ed i serbi Siniša Mihajlović e Dejan Stanković. Negli anni duemila si distinsero invece l'argentino Hernán Crespo, ovvero il calciatore più pagato nella storia del club, il brasiliano César, l'olandese Jaap Stam ed il macedone Goran Pandev. Agli anni duemiladieci sono legati invece i nomi del centravanti tedesco Miroslav Klose, campione del mondo con la Germania nel 2014, del laterale bosniaco Senad Lulić, del centrocampista serbo Sergej Milinković-Savić e del centrocampista spagnolo Luis Alberto. Il romeno Ștefan Radu, primatista di presenze, ha vestito la maglia biancoceleste per 16 stagioni (dal 2008 al 2023).
Nel massimo campionato vinsero il titolo di capocannoniere Silvio Piola (1936-1937 e 1942-1943), Giorgio Chinaglia (1973-1974), Bruno Giordano (1978-1979), Giuseppe Signori (1992-1993, 1993-1994, 1995-1996), Hernán Crespo (2000-2001) e Ciro Immobile (2017-2018, 2019-2020, 2021-2022).

### Capitani
Sono 57 i giocatori che hanno indossato la fascia di capitano della Lazio.
Il periodo più lungo per un calciatore laziale con la fascia al braccio è stato quello di Ancherani, con dieci stagioni dal 1901 al 1907 e dal 1908 al 1911. L'attuale capitano biancoceleste è il centrocampista italiano Mattia Zaccagni.

### Maglie ritirate
- 12 - Curva Nord[118]

### Contributo alle nazionali di calcio

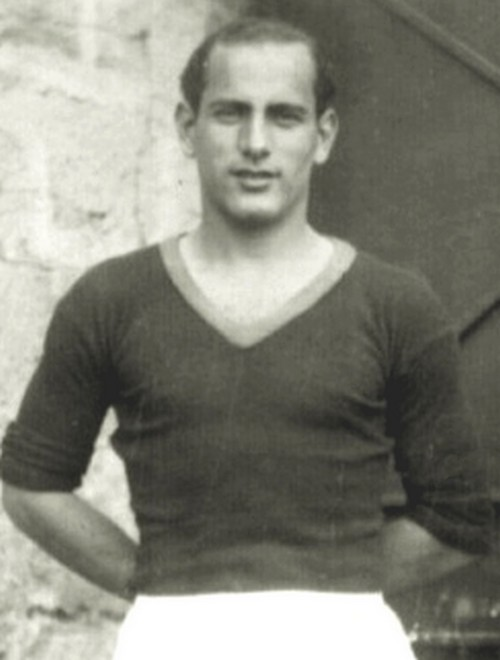
Fulvio Bernardini, primo biancoceleste, nonché primo calciatore centromeridionale, a debuttare con la maglia della Nazionale italiana.

Il primo giocatore della Lazio a essere convocato in nazionale fu Fulvio Bernardini in occasione dell'incontro amichevole del 22 marzo 1925 contro la Francia, vinto nettamente dagli azzurri per 7-0. Bernardini, nella sua carriera in maglia azzurra, fece parte anche della spedizione olimpica di Amsterdam 1928, conquistando la medaglia di bronzo.
Successivamente, in occasione della Coppa Internazionale 1931-1932, venne chiamato a vestire la maglia della nazionale lo storico capitano Ezio Sclavi, uno dei più grandi portieri dell'epoca, e nell'edizione 1933-35 fecero parte della vittoriosa compagine azzurra anche l'oriundo Anfilogino Guarisi e il bomber Silvio Piola.
Nel 1934, in occasione della vittoriosa Coppa Rimet, fu ancora convocato Filò Guarisi, mentre la competizione mondiale del 1938, vinta ancora dalla nazionale italiana, vide come assoluto protagonista Piola. Nel mezzo, in occasione del torneo olimpico di Berlino 1936, nella vincente spedizione azzurra erano presenti due calciatori biancocelesti, ovvero i centrocampisti Giuseppe Baldo e Francesco Gabriotti.
Gli anni quaranta rappresentarono un periodo difficile nella storia della Lazio; di conseguenza, durante quel decennio Francesco Antonazzi fu l'unico biancoceleste ad essere chiamato in nazionale, per il torneo olimpico di Londra 1948. Una fugace inversione di tendenza ci sarà in occasione del campionato del mondo 1950, quando fecero parte della spedizione azzurra anche i capitolini Zeffiro Furiassi, Leandro Remondini e Lucidio Sentimenti.
Ciò nonostante, per i successivi ventiquattro anni nessun biancoceleste vestì la maglia della nazionale maggiore in occasione di competizioni ufficiali. Spezzarono il digiuno delle convocazioni tre simboli della Lazio fresca vincitrice del primo Scudetto della sua storia, quali il bomber Giorgio Chinaglia, il centrocampista Luciano Re Cecconi e il difensore Giuseppe Wilson, chiamati dal commissario tecnico Ferruccio Valcareggi nella rosa per il campionato del mondo 1974. Quattro anni dopo, in vista del campionato del mondo 1978, Lionello Manfredonia fu l'unico rappresentante laziale nella compagine azzurra.

Alessandro Nesta, giocatore con più presenze nella Nazionale maggiore durante il periodo di militanza alla Lazio, con 46 partite disputate.

Dopo ulteriori sedici anni di digiuno dalla maglia azzurra in competizioni ufficiali, complice un periodo particolarmente difficile per le sorti del club romano come quello vissuto negli anni ottanta, la Lazio diede alla nazionale tre elementi, ovvero Pierluigi Casiraghi, Luca Marchegiani e Giuseppe Signori, chiamati a far parte della spedizione azzurra al campionato del mondo 1994, persi in finale contro il Brasile ai tiri di rigore. Le convocazioni per il successivo campionato d'Europa 1996 inclusero Roberto Di Matteo, Diego Fuser e Alessandro Nesta, oltre alla conferma di Casiraghi.
Tra il 1996 e il 2002, eccezion fatta per il campionato d'Europa 2000 quando fu convocato insieme al compagno di club Paolo Negro, proprio Nesta, capitano più vincente della storia biancoceleste, fu l'unico calciatore della Lazio a essere annesso alle spedizioni della nazionale maggiore; così come Roberto Baronio, unico rappresentante laziale al torneo olimpico di Sydney 2000.
Il campionato d'Europa 2004 fu la rassegna in cui la compagine azzurra presentò il maggior numero di giocatori laziali, cinque: Bernardo Corradi, Giuseppe Favalli, Stefano Fiore, Massimo Oddo e Angelo Peruzzi. Questi ultimi due faranno parte anche della rosa azzurra che, al campionato del mondo 2006, darà all'Italia il quarto titolo iridato.
In occasione del torneo olimpico di Pechino 2008 vennero convocati i due biancocelesti Lorenzo De Silvestri e Tommaso Rocchi, quest'ultimo come "fuori quota". Antonio Candreva e Federico Marchetti furono i rappresentanti laziali con la casacca azzurra in occasione della FIFA Confederations Cup 2013, mentre per il successivo campionato del mondo 2014 venne confermato il solo Candreva. Quest'ultimi due, insieme a Marco Parolo, fecero parte della spedizione azzurra in occasione del campionato d'Europa 2016.
Francesco Acerbi e Ciro Immobile fecero parte della rosa azzurra vittoriosa al campionato d'Europa 2020; infine Mattia Zaccagni fu l'ultimo calciatore biancoceleste ad essere convocato in una spedizione azzurra, in occasione del campionato d'Europa 2024.

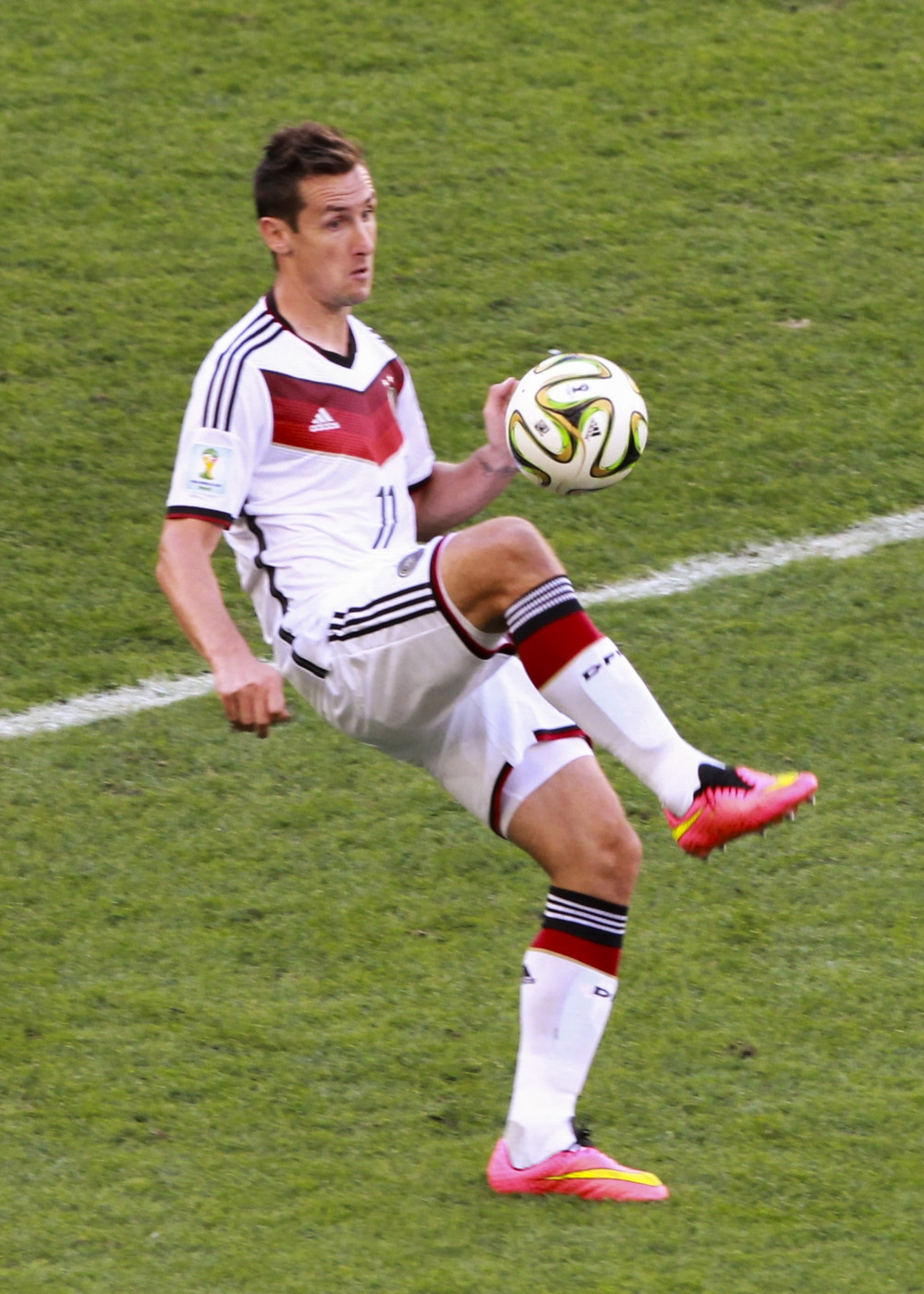
Miroslav Klose, miglior marcatore uomo di tutti i tempi nella Coppa del Mondo FIFA con 16 reti realizzate.

Oltre ai calciatori che hanno vinto titoli con la maglia della nazionale italiana, sono da menzionare Miroslav Klose, campione del mondo con la nazionale tedesca nel 2014; Arne Selmosson, secondo con la nazionale svedese al campionato del mondo 1958; e gli argentini Pedro Troglio e Lucas Biglia, finalisti mondiali con la maglia della nazionale argentina rispettivamente nelle edizioni di Italia 1990 e Brasile 2014.
Tra gli altri, il Profeta Hernanes diede il suo contributo al trionfo della nazionale brasiliana nella Confederations Cup 2013, mentre Felipe Anderson vinse la medaglia d'oro con la nazionale olimpica brasiliana al torneo di Rio de Janeiro 2016.

## Palmarès

### Competizioni nazionali
- Campionato italiano: 2

1973-1974, 1999-2000
- Coppa Italia: 7

1958, 1997-1998, 1999-2000, 2003-2004, 2008-2009, 2012-2013, 2018-2019
- Supercoppa italiana: 5

1998, 2000, 2009, 2017, 2019

### Competizioni internazionali
- Coppa delle Coppe: 1

1998-1999
- Supercoppa UEFA: 1

1999

### Altre competizioni
- Coppa delle Alpi: 1

1971
- Serie B: 1

1968-1969

### Competizioni giovanili
A livello giovanile, la squadra Primavera della Lazio è una delle formazioni più importanti e titolate, avendo conquistato 5 Campionati Primavera, essendo così la quarta squadra con più Scudetti giovanili, 3 Coppe Italia Primavera e una Supercoppa Primavera. Anche le squadre di altre categorie hanno ottenuto nel corso degli anni vari successi sia a livello nazionale, soprattutto con le formazioni Berretti (1), Under-17 (2), Under-15 (3), Pulcini (1) e in passato Juniores (1), sia in campo internazionale, con la formazione Primavera trionfante nel Trofeo Internazionale Karol Wojtyla in sei occasioni, detenendo così il record di vittorie del torneo, oltre a quella degli Allievi, vincitrice del Torneo Internazionale Carlin's Boys di Sanremo, del Torneo Internazionale Città di Gradisca - Trofeo Nereo Rocco e della Scirea Cup.

## Statistiche e record

### Partecipazione ai campionati
| Livello | Categoria           | Partecipazioni | Debutto   | Ultima stagione | Totale |
| ------- | ------------------- | -------------- | --------- | --------------- | ------ |
| 1º      | Prima Categoria     | 5              | 1912-1913 | 1920-1921       | 96     |
| 1º      | Prima Divisione     | 5              | 1921-1922 | 1925-1926       | 96     |
| 1º      | Divisione Nazionale | 3              | 1927-1928 | 1945-1946       | 96     |
| 1º      | Serie A             | 83             | 1929-1930 | 2025-2026       | 96     |
| 2º      | Prima Divisione     | 1              | 1926-1927 | 1926-1927       | 12     |
| 2º      | Serie B             | 11             | 1961-1962 | 1987-1988       | 12     |

In 108 stagioni sportive a partire dall'esordio a livello nazionale il 3 novembre 1912, inclusi 10 campionati di Prima Categoria Nazionale e 3 di Divisione Nazionale, oltre a 1 di Prima Divisione.

### Statistiche di squadra

La Lazio della stagione 1907-08 rimane l'unica squadra ad aver vinto tre partite in un solo giorno in occasione del Campionato Interregionale Centro-sud, conquistato proprio dalle Aquile.

In 108 stagioni sportive a partire dall'esordio a livello nazionale, risalente al 3 novembre 1912, la Lazio ha disputato 96 campionati di massima serie (83 campionati di Serie A, 10 di Prima Categoria Nazionale e 3 di Divisione Nazionale), mentre per una volta ha partecipato al campionato di Prima Divisione Sud (1926-27) e per 11 volte a quello di Serie B (1961-62, 1962-63, 1967-68, 1968-69, 1971-72, 1980-81, 1981-82, 1982-83, 1985-86, 1986-87, 1987-88). 
I biancocelesti hanno terminato il campionato a girone unico 2 volte primi, 3 volte secondi e 8 volte terzi. In 83 stagioni sportive disputate dalla Lazio nel massimo campionato a girone unico ha, dunque, terminato il torneo sul podio nel 16,05% dei casi. Inoltre hanno completato il campionato di massima serie con il miglior attacco del torneo in 5 occasioni, mentre per 4 volte è stata quella laziale la miglior difesa. Dall'avvento del girone unico la Lazio è stata 2 volte Campione d'inverno (1936-37, 1973-74).
La Lazio è la sesta società italiana sia per numero di partecipazioni (83) nel Campionato di Serie A sin dal 1929, anno dell'istituzione del torneo a girone unico, sia nella Classifica perpetua della Serie A dal 1929, dietro a Juventus, Inter, Milan, Roma e Fiorentina. Al 4 giugno 2025, dei 2814 incontri nella massima serie, 1094 sono state le vittorie dei biancocelesti, 811 i pareggi e 909 le sconfitte, con 3881 gol segnati e 3405 subiti. Risulta essere al settimo posto per numero di partecipazioni (31) alle competizioni internazionali UEFA. La Lazio è inoltre quarta in Italia, dietro Juventus, Milan e Inter, per numero di trofei ufficiali vinti.
Quella delle Aquile è la formazione italiana ad aver disputato il maggior numero di finalissime nazionali (3 volte, nelle stagioni 1912-13, 1913-14 e 1922-23) ovvero gli incontri che, prima dell'istituzione del campionato a girone unico, mettevano di fronte le compagini campioni del girone Nord e quello Sud per decidere la squadra campione d'Italia.
È stata la quarta squadra italiana, dopo Torino, Juventus e Napoli (e successivamente ai biancocelesti anche l'Inter), ad aver conquistato, nella stagione 1999-00, il Double, ovvero la conquista nello stesso anno di campionato e coppa nazionale.
In base alle partite ufficiali finora disputate, la vittoria della Lazio con il più ampio scarto è il 13-1 inflitto alla Pro Roma il 10 novembre 1912. La sconfitta con il più ampio scarto, invece, è l'8-1 rimediato nella stagione 1933-34 in trasferta contro l'Ambrosiana-Inter.
La squadra biancoceleste detiene il record assoluto di vittorie fatte registrare in una sola giornata, con 3 successi ottenuti in occasione del Campionato Interregionale Centro-sud vinto il 7 giugno 1908, quando sconfisse in mattinata il Lucca FC, nel primo pomeriggio la SPES Livorno e successivamente la Virtus Juventusque in finale.

### Statistiche individuali

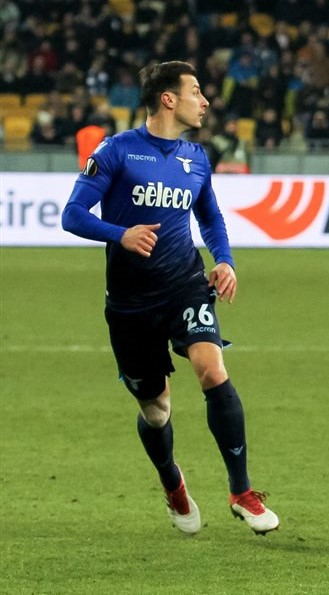
Ștefan Radu è il giocatore con più presenze in assoluto nella storia della società con 427 gare giocate.

A livello individuale il difensore romeno Ștefan Radu, è il giocatore che detiene il record di presenze in maglia biancoceleste con 427 gare giocate in 16 stagioni (2008-2023). Seguono Giuseppe Favalli con 401 partite disputate in 12 stagioni (1992-2004) e Giuseppe Wilson con 392 presenze in 11 stagioni (1969-1980). Il record di partite giocate da un portiere è di Luca Marchegiani, con i 339 incontri disputati in 10 stagioni (1993-2003), seguito da Idilio Cei con 287 gare in altrettante annate (1958-1968) ed Angelo Peruzzi con 226 partite disputate in 7 stagioni (2000-2007).
Radu detiene anche il record di partite giocate nei campionati nazionali, con 349 presenze. Seguono Aldo Puccinelli (13 stagioni, dal 1940 al 1943 e dal 1945 al 1955) e Wilson rispettivamente con 339 e 324 presenze.
Il giocatore più presente nelle competizioni europee è il difensore italiano Paolo Negro a quota 64, seguito da Senad Lulić e Marchegiani, entrambi con 58 presenze.

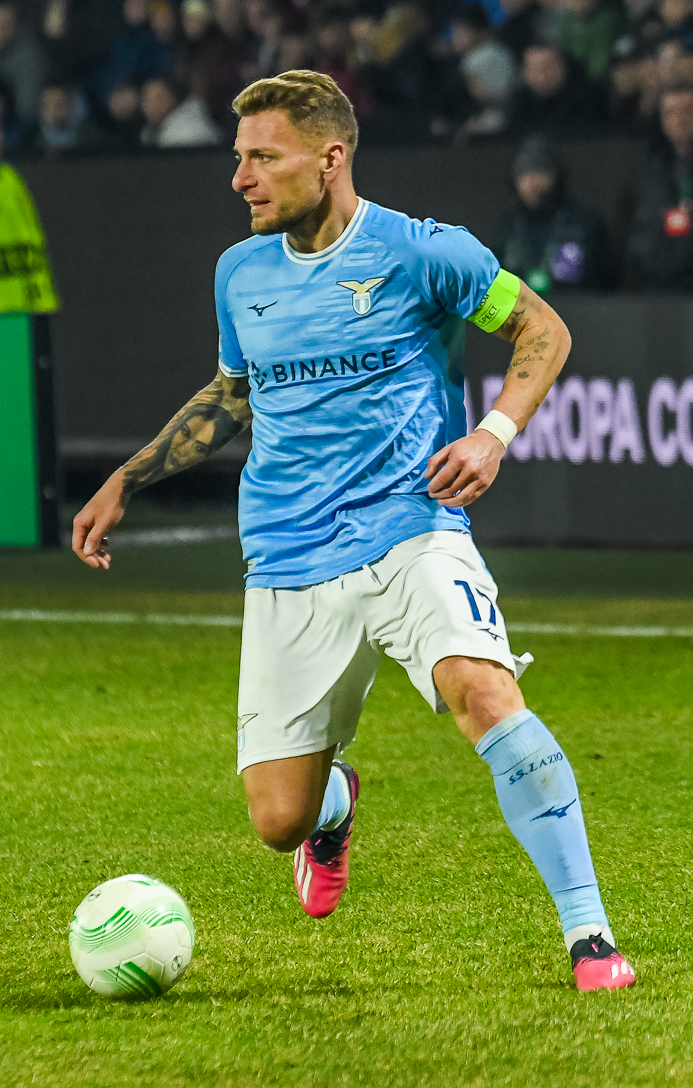
Ciro Immobile, con 340 presenze e 207 gol totali, è il miglior marcatore nella storia della Lazio.

Il miglior marcatore di tutti i tempi della Lazio è Ciro Immobile, con 207 gol in 8 stagioni (2016-2024); alle sue spalle Silvio Piola con 159 gol in gare ufficiali con i biancocelesti in 9 stagioni (1934-1943), di cui 143 nei campionati nazionali, nonché miglior marcatore nella storia della Serie A con 274 reti totali realizzate e Giuseppe Signori con 127 gol in 6 stagioni (1992-1997).
Immobile è anche il migliore marcatore laziale nei campionati nazionali con 169 gol, nonché nelle competizioni europee, con 26 gol realizzati, seguito da Simone Inzaghi a quota 20; lo stesso Inzaghi è anche uno dei sei giocatori nella storia della Champions League ad aver segnato 4 reti in una singola partita della massima competizione europea. Seguono poi Pavel Nedvěd e Tommaso Rocchi con 12 reti.
Il centrocampista serbo Sergej Milinković-Savić, che ha vestito la maglia biancoleste per 8 stagioni (2015-2023), è il giocatore straniero con più reti all'attivo nella storia della società romana con 69 reti, seguito da Goran Pandev a 64 in 6 stagioni (2004-2009), e da Miroslav Klose a 63 in 5 stagioni (2011-2016).
Lo stesso Klose detiene il record di segnature realizzate in una sola partita, mettendo a segno, il 5 maggio 2013, una cinquina ai danni del Bologna, alla trentacinquesima giornata di Serie A, gara terminata poi 6-0 per i romani.

## Tifoseria
Secondo un'indagine condotta e pubblicata annualmente da due società specializzate in sondaggi e ricerche di mercato, la StageUp e la Ipsos, al 2023 la squadra risulta essere il sesto club più tifato d'Italia, potendo contare su un seguito stimato in circa 684 000 tifosi, un dato in netta crescita rispetto alle rilevazioni degli anni precedenti. Sempre nel 2023 anche l'istituto di ricerche Demos & Pi, che ha condotto un'indagine sul tifo calcistico in Italia per conto del quotidiano la Repubblica, classifica la Lazio come il sesto club più tifato, stimando i supporters biancocelesti nel 3% del totale.
Il tifo per la Lazio, tradizionalmente radicato dal punto di vista geografico a Roma e nelle altre province laziali, è presente anche in altre regioni d'Italia, il che garantisce un seguito alla squadra biancoceleste anche durante gli incontri fuori casa.
Per quanto riguarda l'orientamento politico dei gruppi organizzati della Curva Nord, questi sono schierati su posizioni riconducibili alla destra sociale e all'estrema destra, facendo riferimento in particolar modo all'ideologia neofascista. Nel corso degli anni questi gruppi si sono resi protagonisti di numerosi episodi a sfondo razzista — con cori denigratori verso giocatori di colore, l'esecuzioni di brani di stampo fascista (tra cui la canzone anticomunista Avanti ragazzi di Buda) o la riproposizione del saluto romano — oltreché di violenti scontri con gli ultras avversari di diverso colore politico. Tale orientamento è tuttavia fortemente osteggiato dalla maggioranza dei supporter biancocelesti, ben lontani dalle dinamiche a sfondo politico della Curva Nord e che respinge fermamente qualsivoglia forma di vicinanza con gli ambienti della destra fascista.

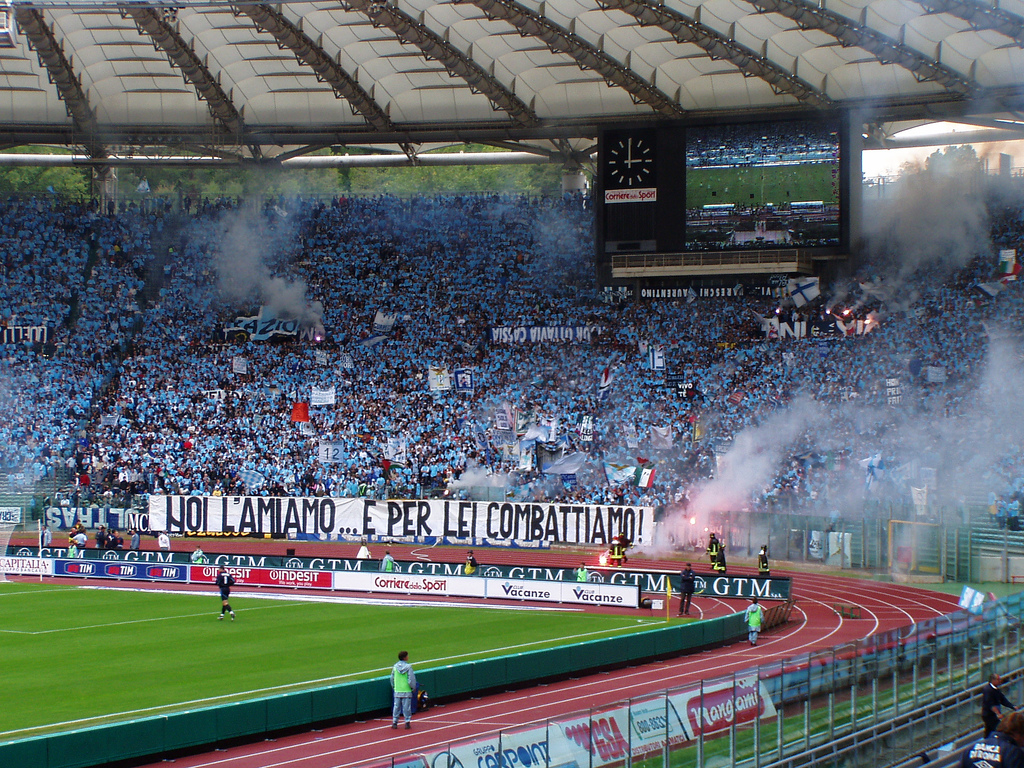
Il cuore del tifo laziale: la curva Nord.

I tifosi laziali possono vantare ben due record di presenze: il 12 maggio 1974, in occasione della gara Lazio-Foggia, che sancì la vittoria del primo Scudetto della Lazio, il numero di spettatori era di 78.886, record di presenze allo Stadio Olimpico per una partita di calcio tuttora imbattuto; il 19 dicembre 1982, in occasione del match Lazio-Milan, valevole per la quindicesima giornata del campionato di Serie B 1982-83, gli spettatori paganti erano 65.850, record assoluto per una gara di cadetteria.

### Storia
I prodromi del fenomeno del tifo organizzato in Italia si hanno nel 1932 quando proprio la tifoseria della Lazio va ad annoverare per prima la nascita di un'associazione organizzata e con struttura gerarchica, di sostenitori. In occasione del Derby del 23 ottobre 1932, un gruppo organizzato denominato Paranza Aquilotti inscenò infatti una coreografia allo Stadio del PNF.

Coreografia della Curva Nord in occasione del Derby Roma-Lazio del 23 aprile 1995.

Il 28 ottobre 1979, poco prima dell'inizio del derby, viene tolta la vita a Vincenzo Paparelli, supporter laziale raggiunto in Curva Nord da un razzo sparato dalla Sud per mano di un tifoso romanista. Da allora i gruppi organizzati di tifosi biancocelesti, prima riuniti nelle gare casalinghe in Curva Sud, decisero di spostarsi definitivamente nella Nord dell'Olimpico.
L'11 novembre 2007, presso la stazione di servizio di Badia al Pino, nei pressi di Arezzo, viene ucciso da un agente di Polizia il tifoso laziale Gabriele Sandri, a cui è stata intitolata poi la curva. Da allora la sua immagine è posta nella parte bassa della Nord.
Dal marzo 2010, gli Irriducibili lasciano il comando dopo 23 anni per lasciare la gestione della Curva Nord in mano ai membri della ex-Banda Noantri e In Basso a Destra, gruppi sciolti formalmente per le numerose diffide ma comunque presenti sotto il nome di altri striscioni: essi creeranno una collaborazione tra tutti i gruppi storici della Nord per quanto riguarda le decisioni e la gestione di essa, e tutti si riuniranno sotto il nome di Ultras Lazio Curva Nord, coadiuvato da un altro importante gruppo del tifo laziale, ovvero l'Associazione Sodalizio, riunito nel settore della Tribuna Tevere.
Il 27 febbraio 2020 lo storico gruppo degli Irriducibili, dopo più di 32 anni di vita, decide il proprio autoscioglimento, dando vita ad un nuovo gruppo di tifo organizzato con il nome di Ultras Lazio.

### Gemellaggi e rivalità

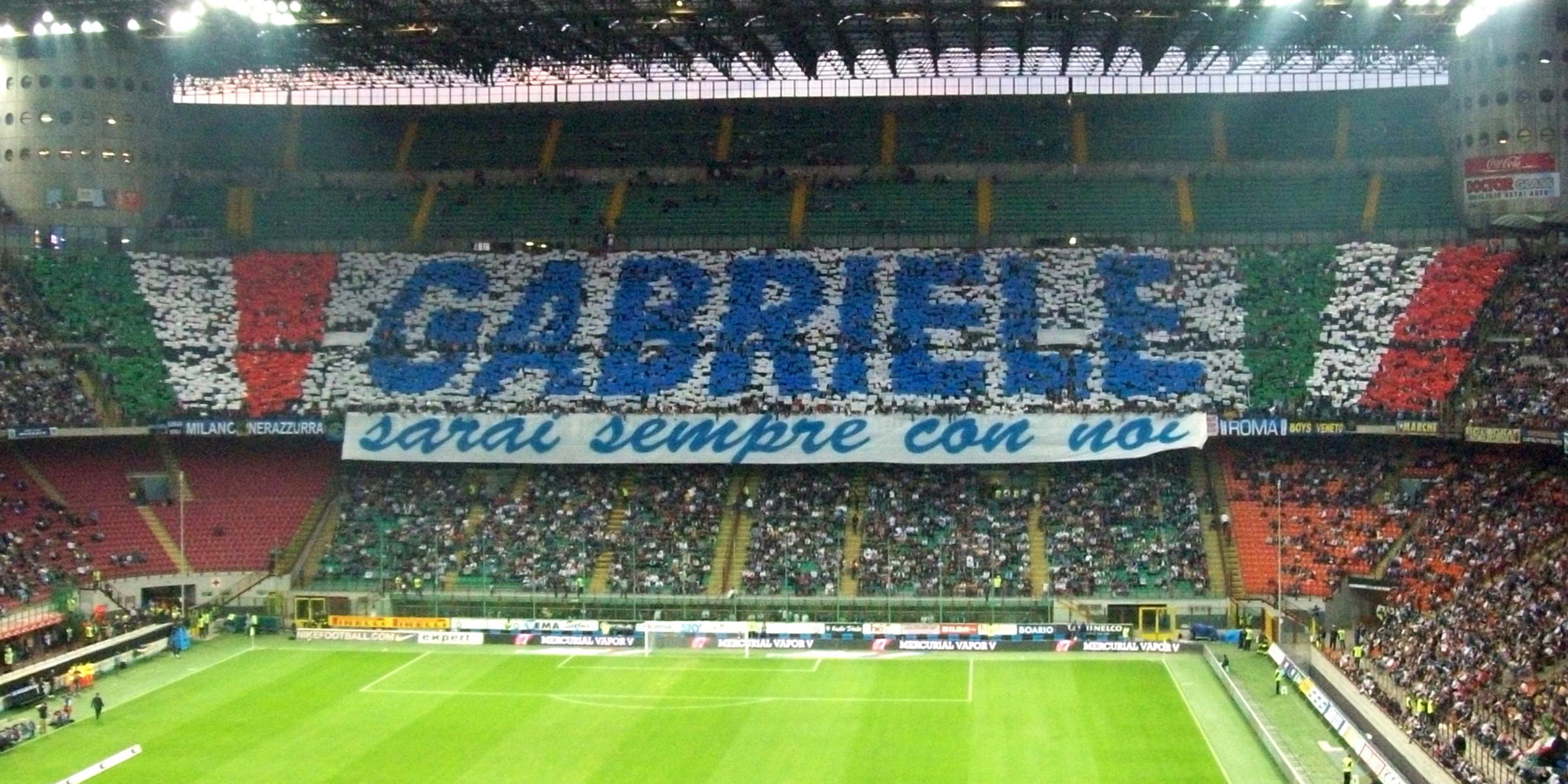
Gemellaggio fra tifosi laziali e interisti il 2 maggio 2009 con la coreografia dei supporters nerazzurri dedicata alla memoria del tifoso Gabriele Sandri.

Il rapporto tra gli ultras dell'Inter e quelli della Lazio è sicuramente il più saldo e tra i più longevi: esso è nato attorno alla metà degli anni ottanta e si è rinsaldato a cavallo degli anni novanta e i primi del duemila con la finale della Coppa UEFA 1997-98 disputata a Parigi e il 5 maggio 2002, quando allo Stadio Olimpico, all'ultima giornata del campionato 2001-02, molti tifosi laziali auguravano agli "amici" interisti la conquista dello Scudetto. Un altro episodio significativo è riferibile al match Lazio-Inter del 2 maggio 2010, alla terz'ultima giornata del campionato 2009-10, quando la tifoseria della squadra capitolina ha incitato per tutti i novanta minuti la compagine milanese, in piena lotta per il titolo con i cugini romanisti, spingendola così verso il mantenimento della vetta della classifica. Esiste inoltre il gemellaggio, nato già agli inizi degli anni ottanta, con la tifoseria della Triestina.

Karl-Heinz Riedle e Rudi Völler dopo un derby di Roma nella stagione 1991-1992.

La più accesa e storica rivalità non può che essere con i tifosi dell'altra squadra della Capitale: la Roma.
L'ostilità degli ultras biancocelesti con i tifosi del Napoli nasce dal gemellaggio che legava negli anni ottanta i sostenitori napoletani proprio con quelli romanisti.
Nei confronti della tifoseria del Milan è sempre esistita un'accesa rivalità, acuitasi dopo il campionato vinto in rimonta dalla formazione rossonera nelle ultime giornate nel 1999 a discapito della Lazio.
La rivalità nei confronti della Juventus invece deriva principalmente dall'antipatia dei tifosi laziali nei confronti della dirigenza bianconera, oltre che per la rivalità fra gli juventini e i tifosi gemellati interisti.

## Organico

### Rosa 2025-2026
Rosa e numerazione aggiornate al 13 agosto 2025.
| N. |                        | Ruolo | Calciatore                 |
| -- | ---------------------- | ----- | -------------------------- |
| 2  | Francia (bandiera)     | D     | Samuel Gigot               |
| 3  | Italia (bandiera)      | D     | Luca Pellegrini            |
| 4  | Spagna (bandiera)      | D     | Patric (vice capitano)     |
| 5  | Uruguay (bandiera)     | C     | Matías Vecino              |
| 6  | Italia (bandiera)      | C     | Nicolò Rovella             |
| 7  | Nigeria (bandiera)     | C     | Fisayo Dele-Bashiru        |
| 8  | Francia (bandiera)     | C     | Mattéo Guendouzi           |
| 9  | Spagna (bandiera)      | A     | Pedro                      |
| 10 | Italia (bandiera)      | C     | Mattia Zaccagni (capitano) |
| 11 | Argentina (bandiera)   | A     | Valentín Castellanos       |
| 13 | Italia (bandiera)      | D     | Alessio Romagnoli          |
| 14 | Paesi Bassi (bandiera) | A     | Tijjani Noslin             |
| 17 | Portogallo (bandiera)  | D     | Nuno Tavares               |
| 18 | Danimarca (bandiera)   | A     | Gustav Isaksen             |
| 19 | Senegal (bandiera)     | A     | Boulaye Dia                |
| 21 | Marocco (bandiera)     | C     | Reda Belahyane             |

| N. |                       | Ruolo | Calciatore          |
| -- | --------------------- | ----- | ------------------- |
| 22 | Italia (bandiera)     | A     | Matteo Cancellieri  |
| 23 | Albania (bandiera)    | D     | Elseid Hysaj        |
| 25 | Danimarca (bandiera)  | D     | Oliver Provstgaard  |
| 26 | Croazia (bandiera)    | C     | Toma Bašić          |
| 29 | Italia (bandiera)     | C     | Manuel Lazzari      |
| 31 | Portogallo (bandiera) | A     | Saná Fernandes      |
| 32 | Italia (bandiera)     | C     | Danilo Cataldi      |
| 34 | Spagna (bandiera)     | D     | Mario Gila          |
| 35 | Grecia (bandiera)     | P     | Chrīstos Mandas     |
| 55 | Italia (bandiera)     | P     | Alessio Furlanetto  |
| 77 | Montenegro (bandiera) | D     | Adam Marušić        |
| 94 | Italia (bandiera)     | P     | Ivan Provedel       |
| -  | Serbia (bandiera)     | D     | Dimitrije Kamenović |
| -  | Algeria (bandiera)    | C     | Mohamed Fares       |
| -  | Spagna (bandiera)     | C     | Cristo Muñoz        |

### Staff tecnico
Staff aggiornato al 6 agosto 2025.
Staff tecnico
- Maurizio Sarri - Allenatore
- Marco Ianni - Vice-allenatore
- Mattia Pasqui - Collaboratore tecnico
- Michele Beoni - Collaboratore tecnico
- Giammarco Fedeli - Collaboratore tecnico
- Massimo Nenci - Preparatore dei portieri
- Cristiano Viotti - Preparatore dei portieri
- Davide Losi - Preparatore atletico
- Davide Ranzato - Preparatore atletico
- Simone Fugalli - Preparatore atletico
- Nicholas Cicchetti - Match analyst
- Stefan Derkum - Team manager

Staff sanitario
- Ivo Pulcini - Direttore Sanitario
- Fabio Rodia - Coordinatore staff medico
- Italo Leo - Medico sociale
- Christian Marsella - Fisioterapista
- Daniele Misseri - Fisioterapista
- Glauco Bucci - Fisioterapista
- Gianni Scappini - Fisioterapista
- Luigi Iachetti - Fisioterapista

## La Polisportiva S.S. Lazio
La Società Sportiva Lazio è la società polisportiva più antica e più grande d'Europa, composta da oltre 80 tra sezioni sportive ed attività associate, con la Lazio Master Calcio a 5 facente parte del sodalizio come socio onorario.
La presidenza generale della Polisportiva S.S. Lazio è attualmente affidata al Dott. Antonio Buccioni, dal 2005 al timone del sodalizio biancoceleste, con il Prof. Emmanuele Francesco Maria Emanuele che riveste la figura di Presidente Generale onorario; sono invece tre i vicepresidenti, oltre al Vicepresidente Vicario Federico Eichberg, ovvero: Vincenzo Albini, Massimo Moroli e Gianluca Pollini. Oltre al Segretario Generale Angelo Franzè e al Tesoriere Paolo Marzano, sono stati nominati membri del Comitato di Presidenza: Franco Anzidei, Roberto Brocco,  Mario Castrucci, Carlo Cellucci, Francesco Colandrea, Andrea Dalla Ragione, Chiara D’Arpino, Loris C. Festa, Ernesto Gremese, Paolo Ialongo, Martino Pota.
La sede ufficiale della Polisportiva S.S. Lazio, per decenni all'interno dello Stadio Flaminio, attualmente, in attesa che venga inaugurata la nuova ubicazione che sarà nel centro storico di Roma, può essere considerata nei locali del Circolo Canottieri Lazio, sito in Lungotevere Flaminio, 25.
La polisportiva biancoceleste è membro fondatore dell'EMCA (European Multisport Club Association), varata per iniziativa della S.S. Lazio a Bruxelles il 9 gennaio 2013, anniversario della fondazione del sodalizio capitolino.
In numero totale, la Società Sportiva Lazio conta circa 10 000 atleti iscritti, i quali, nel corso della storia ultracentenaria della società, hanno regalato ai colori biancocelesti numerosi titoli e medaglie. I suddetti atleti possono contare sull'apporto di 400 tecnici e altrettanti dirigenti.
Numerosi sono stati gli atleti di spicco che hanno indossato i colori biancocelesti nelle varie discipline sportive, come il Campionissimo Fausto Coppi nel ciclismo, Giulio Glorioso nel baseball, Abdul Jeelani nel basket, Renzo Nostini nella scherma e Carlo Pedersoli (in arte Bud Spencer) nel nuoto.
I titoli italiani vinti attualmente sono più di 80, quelli individuali sono oltre 600, mentre quelli in categorie minori e nei settori giovanili sono circa 1000. Le medaglie conquistate dagli atleti della Polisportiva in competizioni ufficiali, quali Campionati del Mondo, d'Europa e Giochi olimpici, sono numerose, e 49 sono le medaglie d'oro vinte nel corso di queste manifestazioni sportive internazionali.
La Società Sportiva Lazio, oltre a essere stata eretta in ente morale il 2 giugno 1921, è stata insignita nel corso della sua storia ultracentenaria d'importanti onorificenze a livello nazionale, quali la Stella d'Oro al Merito Sportivo, ricevuta nel 1967, e il Collare d'oro al Merito Sportivo del 2002.